# Christian Huetz
Christian Huetz (* 3. Juli 2006) ist ein österreichischer Fußballspieler.

## Karriere
Huetz begann seine Karriere beim SV Thaur. Zur Saison 2020/21 kam er in die AKA Tirol, in der er fortan sämtliche Altersstufen durchlief. Zwischen 2021 und 2023 spielte er zudem achtmal für seinen Stammklub Thaur in der sechstklassigen Landesliga.
Zur Saison 2024/25 wechselte er zu den Amateuren von Bundesligist WSG Tirol. Nachdem Huetz in 17 Spielen in der Regionalliga Tirol 15 Tore erzielt hatte, stand er im April 2025 gegen den SK Austria Klagenfurt erstmals im Profikader, kam aber noch nicht zum Zug. Sein Debüt in der Bundesliga folgte im selben Monat, als er am 26. Spieltag jener Saison gegen den LASK in der 78. Minute für Lukas Hinterseer eingewechselt wurde.